# 隠れ寺霊場縁日巡礼
隠れ寺霊場縁日巡礼（かくれでられいじょうえんにちじゅんれい）は、奈良県と三重県にある7か所の寺院によって構成された霊場である。
2022年5月1日開白。
霊場連絡先（事務局）は晋門山延命院地蔵寺（奈良県五條市）。

## 霊場一覧
| No. | 山号         | 寺院名         | 宗派         | 所在地                       | 本尊                 | ご縁日 |
| --- | ------------ | -------------- | ------------ | ---------------------------- | -------------------- | ------ |
| 1   | 東王山       | 光堂寺         | 真言宗御室派 | 奈良県大和郡山市椎木町445    | 薬師如来             | 8日    |
| 2   | 金剛寿命山   | 常覺寺         | 高野山真言宗 | 奈良県五條市西吉野町黒淵1321 | 普賢延命菩薩         | 14日   |
| 3   | 柿本山       | 影現寺         | 高野山真言宗 | 奈良県葛城市柿本161          | 十一面観世音菩薩     | 18日   |
| 4   | 葛成山       | 寳國寺         | 高野山真言宗 | 奈良県御所市室1番地          | 弘法大師・虚空蔵菩薩 | 21日   |
| 5   | 晋門山延命院 | 地蔵寺         | 高野山真言宗 | 奈良県五條市山田町289        | 延命地蔵菩薩         | 24日   |
| 6   | 青龍山       | 辺法寺不動院   | 高野山真言宗 | 三重県亀山市辺法寺町150      | 坐像不動明王         | 28日   |
| 7   | 中央山龍巌寺 | やまぞえ不動院 | 高野山真言宗 | 奈良県山辺郡山添村春日362    | 不動明王             | 28日   |

## 本尊縁日
1. 東王山光堂寺 毎月8日13時30分から
2. 金剛寿命山常覺寺 毎月14日13時30分から
3. 柿本山影現寺 毎月18日14時から（2月25日、8月15日、3月・9月彼岸中日）
4. 葛成山寳國寺 毎月21日7時から及び13時から（月によって変更あり）
5. 晋門山延命院地蔵寺 毎月24日14時から（3月・9月彼岸入り前日、7月24日のみ13時から）
6. 青龍山辺法寺不動院 毎月28日6時30分から及び13時から
7. やまぞえ不動院 毎月28日10時から